# Vegetatiekunde van A tot Z
Verwante overzichten zijn:
- Biologie van A tot Z
- Ecologie van A tot Z
- Plantkunde van A tot Z
- Natuur en milieu van A tot Z

## A
Abundantie · Afhankelijke gemeenschap · Akkerrand · Algenlaag · Alm · Alterra · Amfibische vegetatie · Amplitude · Aspect · Associatie · Associatiefragment · Aquatische vegetatie

## B
Barkman, Jan · Bayou · Begeleidend taxon · Bedekking · Begroeiing · Biodiversiteit · Biologie · Boomlaag · Botanie · Braun-Blanquet, Josias · Braun-Blanquet-methode · Broekbos · Broekstruweel

## C
Climaxvegetatie · Clusteranalyse · Competitieve exclusie · Constant taxon · Contactgemeenschap

## D
Den Held, Hanneke · Differentiërend taxon · De vegetatie van Nederland · Derivaatgemeenschap · Dijkvegetatie · Doelsoort · Doing, Henk · Dwergstruweel · Dystrofie

## E
Ecologie · Ecologische amplitude · Ecologisch optimum · Ecologische hoofdstructuur (Nederland) · Ecologische hoofdstructuur (Vlaanderen) · Ecologische gradiënt · Ecotoop · Ellenberg-indicatorwaarde · Epifytische vegetatie · Eutrofie · Eutrofiëring · Exclusief taxon

## F
Faciës · Fenologisch optimum · Floradistrict · Formatie · Frans-Zwitserse school · Fysiognomie · Fytocoenon

## G
Garrigue · Gemeenschapsgradiënt · Gemengd bos · Guanotrofie

## H
Heukels' Flora van Nederland · Holkema, Franciscus · Hooiland · Hypertrofie

## I
Inslaggemeenschap · International Association for Vegetation Science

## K
Kentaxon · Klasse · Klasse-eigen · Klasse-vreemd · Klassieke natuurbeschermingsvisie · Klika, Jaromír · Koninklijke Nederlandse Botanische Vereniging · Koninklijke Nederlandse Natuurhistorische Vereniging · Kruidlaag · Krummholz · Kussen

## L
Landelijke Vegetatie Databank · Landschapsbeheer · Landschapsecologie · Landschapselement · Lijnvormig landschapselement · Lohmeyer, Wilhelm · Lokale vegetatietypologie · Loofbos · Loofstruweel

## M
Made · Mantelvegetatie · Mat · Meso-oligotrofie · Mesotrofie · Microgemeenschap · Minerotrofie · Minimumareaal · Moder · Moeras · Moerasbos · Mor · Moslaag · Mozaïek · Muurvegetatie

## N
Naaldbos · Naaldstruweel · Natura2000 · Natuurbeheer · Natuurbescherming · Natuurdoeltype · Natuurlijke vegetatie · Natuurnetwerk Nederland · Natuurwaarde · Niche

## O
Oberdorfer, Erich · Oecologische Flora Nederland · Oligotrofie · Ombrotrofie · Ondergroei · Onderverbond · Opstand · Orde · Ordinatie

## P
Passarge, Harro · Pawłowski, Bogumił · Pioniersoort · Pioniervegetatie · Plant · Plantengemeenschap · Plantensociologie · Plantensociologische Kring Nederland · Plantensociologische nomenclatuur · Plantkunde · Preferent taxon · Preising, Ernst · Presentie · Proefvlak

## R
Relevé · Revisie Vegetatie van Nederland · Retamoïdenstruweel · Nederlandse Rode Lijst (planten) ·  Rompgemeenschap · Rotsvegetatie · Ruigte

## S
Schaminée, Joop · Schimmellaag · Sclerofylle vegetatie · Shannon-index · Specialist (ecologie) · Steppe · Stratiotes (tijdschrift) · Strooisellaag · Struiklaag · Struweel · Subassociatie · Successie · Successierelict · Symmorfologie · SynBioSys · Syndynamiek · Synoptische tabel · Syntaxon · Syntaxonomie · Syntaxonomische rang

## T
Thijsse, Jac. P. · Toendra · Transect · Transgrediërend taxon · Tredvegetatie · Trofiegraad · Trouw · Turboveg · Tüxen, Reinhold

## U
Ubiquist · Uurhok

## V
Veen (vegetatie) · Vegetatie · Vegetatieaspect · Vegetatiekartering · Vegetatiekunde · Vegetatiekundige · Vegetatielaag · Vegetatieperiode · Vegetatiemozaïek · Vegetatieopname · Vegetatieschaal van Tansley · Vegetatiestructuur · Vegetatietextuur · Vegetatietype · Vegetatiezonering · Vegetatiezonering in gebergten · Verbond · Verbossing · Vergrassing · Verlanding · Verlandingsvegetatie · Vermossing · Verruiging · Verspreidingsgebied · Verstoring · Verstruweling · Ver-thematiek · Vervangingsgemeenschap · Vicariant · Vicinisme · Vlaams Ecologisch Netwerk · Vlakvormig landschapselement · Vogelrichtlijn en Habitatrichtlijn

## W
Wageningen Environmental Research · Watervegetatie · Weeda, Eddy · Weiland · Westhoff, Victor

## X
Xerofyt

## Z
Zode (vegetatie) · Zoomvegetatie · Zwaartepunt